# Marca orientale sassone

Territori della marca orientale sassone (Lusazia, Meißen, Merseburgo e Zeitz) dopo la Rivolta slava del 983.

La marca orientale sassone (in tedesco Sächsische Ostmark) fu una marca del Sacro Romano Impero dal X al XII secolo. Il termine "marca orientale" deriva dal termine latino marchia orientalis e originariamente probabilmente si riferiva a una marca creata sulla frontiera orientale del ducato di Sassonia del regno dei Franchi Orientali o ad una marca sul confine orientale del ducato di Baviera: la marchia orientalis bavarese (documentato come Ostarrîchi nel 996), corrispondente alla successiva marca Orientale, poi grossomodo all'Austria.

## La marca
L'espressione "marca orientale sassone" inizialmente si riferiva alla vasta marca Geronis ("marca di Gero"), fondata intorno al 939 sotto il regno di Ottone I nell'area di insediamento degli slavi polabiani (Sorbi), oltre il confine orientale sassone sui fiumi Elba e Saale. I territori conquistati furono governati dall'ostfaliano Gero, conte di  Nordthüringgau, che fu investito del titolo carolingio di margravio. Aveva il compito di raccogliere tributi e schiacciare le sommosse e le rivolte nelle aree di frontiera, in seguito sostituito in parte dal sassone Ermanno Billung con l'omonima marca. Nel 963 Gero, ormai anziano, intraprese l'ennesima campagna militare contro gli slavi di Lusazia, i Liutici, fino al confine con le terre polacche rette da Miecislao I.
Dopo la morte senza eredi di Gero nel 965, le terre tributarie furono divise e riorganizzate: vennero fondate la marca del Nord intorno a Brandeburgo, che si estendeva tra i fiumi Elba e Oder, la marca di Meißen, la marca di Merseburgo e la marca di Zeitz a sud. Il controllo della marca del Nord fu nuovamente persa nella Rivolta slava del 983.
A seguito della morte di Gero, la rimanente marca orientale sassone consisteva ormai nel territorio tra la bassa Saale e il fiume Bóbr a est, approssimativamente corrispondente alla moderna regione della Bassa Lusazia. L'imperatore Ottone I investì il conte sassone Odo (Hodo), uno dei parenti di Gero, con il titolo di margravio della marca orientale sassone. Nel corso dei secoli, la marca orientale emerse come la marca di Lusazia.
Durante la guerra tedesco-polacca che durò dal 1002 al 1018, il successore di Odo, Gero II, perse la parte orientale della marca a vantaggio di Bolesław I di Polonia. Tuttavia il figlio di Bolesław, Miecislao II, dovette restituire il territorio conquistato dal padre all'imperatore Corrado II nel 1031. Nel 1046 Dedi I dalla casa sassone dei Wettin ereditò la marca e a suo figlio e successore Enrico I fu concessa inoltre la marca di Meißen dall'imperatore Enrico IV nel 1089. Entrambe le marche rimasero sotto l'amministrazione Wettin e in seguito divennero il nucleo del Principato Elettorale di Sassonia.
Mentre il margraviato di Landsberg e la contea di Brehna si separarono dalla marca, ulteriori parti in Occidente furono rivendicate dai duchi della dinastia degli Ascanidi del ducato di Sassonia-Wittenberg e dai conti di Anhalt. Le restanti aree furono unite con il margraviato Wettin di Meißen nel 1123. L'ultima volta in cui la marca orientale sassone e la Lusazia appaiono separati è quando il primo fu ricevuto da Enrico di Groitzsch nel 1128 e il secondo sempre da Enrico nel 1131. Enrico tuttavia non prevalse e nel 1136 la marca ricadde nelle mani del margravio della dinastia Wettin Corrado di Meißen. Durante le varie divisioni delle terre Wettin, il territorio fu suddiviso più volte; la maggior parte appartenne ai ducati ernestini.
Il termine Osterland (terra orientalis) è ancora oggi utilizzato per descrivere la regione storica ad est del fiume Saale negli attuali stati di Turingia, Sassonia e Sassonia-Anhalt, che una volta erano al centro della marca. Mentre i confini della marca orientale sassone cambiarono frequentemente, oggi il termine è generalmente inteso come l'area tra i fiumi Saale e Mulde.

## Elenco dei margravi
Marca Geronis
- Gero I (marca Geronis) 939-965

 Dinastie varie 
- Odo I, 965-993
- Gero II, 993-1015
- Tietmaro IV, 1015-1030
- Odo II, 1030-1032
- Bolesław I di Polonia, 1002-1025
- Mieszko II di Polonia, 1025-031

 Dinastia Wettin 
Essi furono anche margravi di Lusazia
- Dedi I, 1046-1069
- Dedi II, 1069
- Dedi I (di nuovo), 1069-1075
- Enrico I, 1075-1103
- Enrico II, 1103-1123

 Dinastia dei conti di Goitzsch 
- Wiprecht, 1123-1124

 Dinastia degli Ascanidi 
- Alberto, 1123-1128

 Dinastia dei conti di Goitzsch (nuovamente) 
- Enrico III, 1128-1135

Di seguito lista margravi della Lusazia.